# Jarčujak
Jarčujak (Servisch cyrillisch Јарчујак) is een plaats in de Servische gemeente Kraljevo. De plaats telt 836 inwoners (2002).